# アスワン県
アスワン県（アスワンけん、アラビア語: محافظة أسوان）は、エジプトのムハーファザの一つ。県庁所在地はアスワン。

## 地理
北はルクソール県、東は紅海県、西はワーディー・ゲディード県、南にスーダンの北部州およびナイル川州が接する。

## アスワン県の都市
- アスワン
- コム・オンボ